# 稲田俊信
稲田 俊信（いなだ としのぶ、1936年9月25日 - ）は、日本の法学者。専門は商法、特に小切手法。学位は、博士（法学）（早稲田大学・論文博士・1997年）。日本大学教授、秋田経済法科大学学長、同法人の理事長を歴任。判例を重視した実務的色彩の強い解釈論を展開した。東京都出身。

## 略歴
日本大学法学部卒業し、司法試験に合格し、日本大学専任講師に就任。のち同助教授に昇格し、さらに同教授に昇格。同大学法学部長に就任した。
1997年早稲田大学より博士（法学）の学位を受く（学位論文「手形取引と民事責任」）。日本大学を退職後、2001年4月に秋田経済法科大学（現・ノースアジア大学）学長（および短大部学長、2005年からは秋田栄養短期大学学長を併任）に就任。
本来は、70歳となる2007年3月までの任期であったが、2006年3月以降の教員定年が従来の70歳から65歳に短縮されたことに伴い、2006年3月、事実上解任された。

## 著作リスト
- 『手形小切手法講義』（有信堂高文社、1989年）
- 『商法総則・商行為法講義』（国際書院、1995年）
- 『手形取引と民事責任』（博士論文、有信堂高文社、1996年）
- 『会社法』（弘文堂、1997年）